# Ian Watkin
Ian Watkin (n. 25 ianuarie 1940, Noua Zeelandă – d. 18 mai 2016, Australia) a fost un actor din Noua Zeelandă cunoscut pentru filmele Braindead și Sleeping Dogs. Watkin a crescut în Greymouth și s-a mutat în Australia în 1999, devenind broker de vinuri.
A apărut într-un episod al Teatrului Ngaio Marsh în 1977.

## Moarte
Watkin a murit de cancer pe 18 mai 2016, la vârsta de 76 de ani.

## Filmografie
- Sleeping Dogs (1977) - Dudley
- Omul sălbatic (1977) - Colonelul
- Răspândirea vârstei mijlocii (1979) - Wrightson
- Goodbye Pork Pie (1980) - Tatăl în mașină
- Nutcase (1980) - Godzilla
- Bad Blood (1981) - Detectivul Sgt
- Dincolo de îndoiala rezonabilă (1982) - Kevin Ryan
- Carry Me Back (1982) - M.C.
- Utu (1983) - Portar
- Death Warmed Up (1984) - Bill
- Tribul pierdut (1985) - Mears
- Palet pe podea (1986) - Amos
- „Trimite o gorilă” (1988)
- „Doar eu și Mario” (1988)
- Bunicul meu este un vampir (1992) - tatăl lui Vincent
- Braindead (1992) - Unchiul Les
- „Luna de miere sălbatică” (2000) - Frank
- Star Wars: Episode II - Attack of the Clones (2002) - COO-2180 (necreditat)
- Charlotte's Web (2006) - Fair Officer (rol final în film)